# B.C 603
B.C 603은 대한민국 싱어 송 라이터 이승환의 첫 번째 정규 음반이다.
이 음반은 이승환이 사비를(당시 500만원) 들여 만들었는데, 당시 이승환이 찾아갔던 많은 기획사에서 그를 거부한 까닭에 아버지로부터 미리 유산을 물려받아 자체 제작하였다. 현재 대한민국 최초의 가수 자체 제작 앨범으로 인정받고 있다.

## 곡 목록
1. 텅 빈 마음
2. 크리스마스에는
3. 가을 흔적
4. 비추어 주오
 5. 사랑의 세상으로
 6. 기다린 날도 지워질 날도
 7. 좋은 날
 8. 눈물로 시를 써도
 9. 그냥 그런 이야기
 10. 친구에게

## 스탭
- 오태호 - Lead Guitar
- 조동익, 신현곤 - Bass Guitar
- 문영배 - Drums, Percussion
- 이시우, 김현철 - Piano, Synthesizers
- 조동익, 유영선 - Acoustic Guitar
- 이승환 - Vocals

## 같이 보기
- 이승환 디스코그래피
- 이승환 콘서트